# Inkey and Co in Business
Inkey and Co in Business è un cortometraggio muto del 1913 diretto da Ernest Lepard. Il film, una comica, fu scritto e interpretato dai fratelli Albert e Seth Egbert.

## Trama
Dei borseggiatori si mettono in affari, vendendo patate calde, castagne e gelati.

## Produzione
Il film fu prodotto dalla HD Films.

## Distribuzione
Distribuito dalla Cosmopolitan Films, il film - un cortometraggio di 102 metri - uscì nelle sale cinematografiche britanniche nell'aprile 1913.